# Compagnie des chemins de fer algériens de l'État

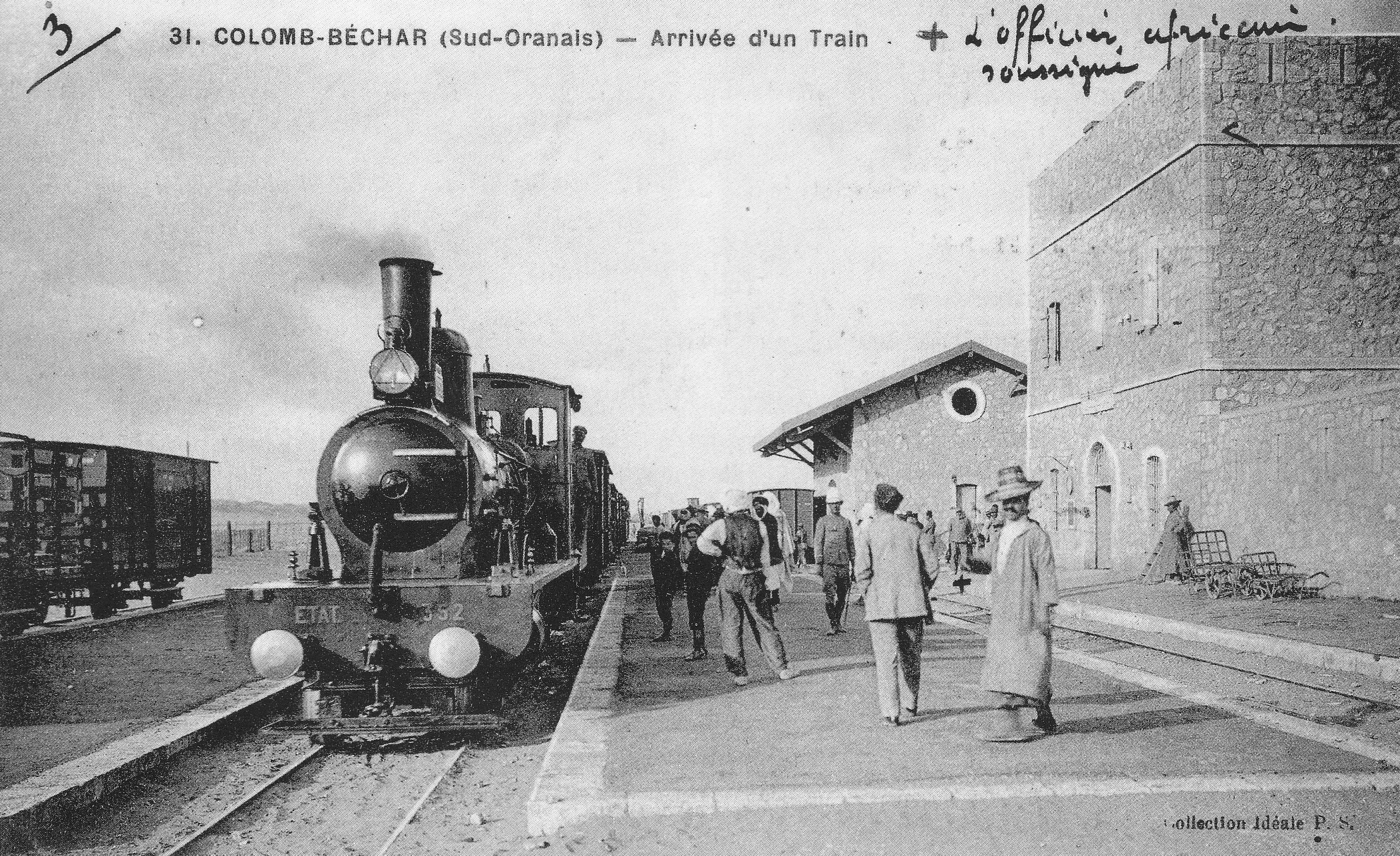
Gare de Colomb-Béchar avec la locomotive 230 N°352.

La Compagnie des chemins de fer algériens de l'État (CFAE) est une compagnie française créée en 1908 en Algérie pour exploiter un réseau de lignes de chemin de fer à voie métrique dans la région de Constantine, Oran et Bône.

## Historique
Elle reprend les actifs :
- de la Compagnie franco-algérienne
- de la Compagnie de l'Est algérien, tombée en faillite[1] ;
- du Chemin de fer d'Aïn Beïda à Khenchela en 1908[1] ;
- du Chemin de fer Bône-Guelma (avril 1915)[1] ;
- du Chemin de fer Bône - Mokta - Saint-Charles[2] ;
- du Chemin de fer de Bône à La Calle en 1921 ;
- de la Compagnie des Chemins de fer sur route d'Algérie[3] ;
- du PLMA (ligne Philippeville - Constantine).

Elle se voit concéder le 2 juillet 1907, un chemin de fer d’intérêt local entre Mostaganem à la Macta par le département d'Oran.
La compagnie CFAE devient au 1er juillet 1921, l'un des deux  exploitants de chemin de fer avec la Compagnie des chemins de fer de Paris à Lyon et à la Méditerranée dont le réseau algérien prend le nom de PLMA. Elle disparaît le 30 mai 1938 pour être nationalisée et rattachée à la SNCF, puis le 1er janvier 1939, à l'Office des chemins de fer algériens (OCFA).

## Évolution du réseau

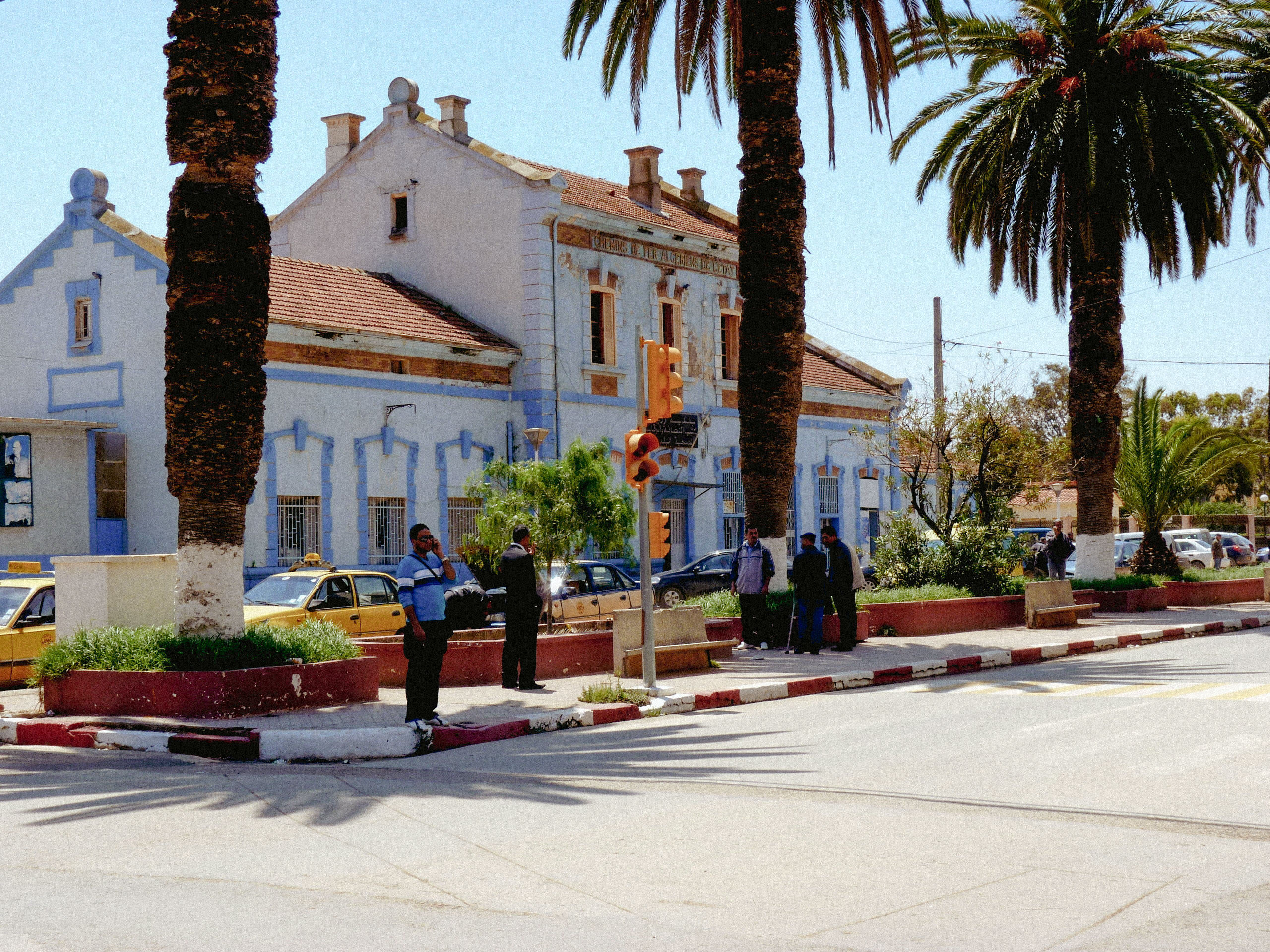
La gare d'Arzew en 2010.

- Souk Ahras – M'daourouch - Oued Kébérit - Ouenza (84 km): ouverture le 10 février 1922, (transformation de la voie métrique à l'écartement normal),
- Oulmène - La Meskiana (36 km): ouverture le 15 juillet 1925 (voie métrique),
- La Meskiana – Tébessa (57,4km): ouverture le 15 octobre 1925 (voie métrique),
- Sidi Mabrouk (Constantine) – Oued Athmania (43km): ouverture le 1er septembre 1931,(voie normale),
- Souk Ahras – Oued Keberit (56,2km): électrification en 1932;
- Guelma - Bouchegouf (51,9km): (voie normale),
- Bône – Bouchegouf (54,8km): électrification en 1932,(voie normale),
- Akid Abbes – Ghazaouet (54,6km): ouverture le 9 mars 1936,(voie normale),
- Oued Kébérit – Ouenza (27,8km): électrification en 1938,(voie normale).

## Matériel roulant

### Locomotives à vapeur
- N° 371 à 380, type 230, livrées en 1910 par Fives-Lille, voie étroite;
- N° 401 à 415, type 241, livrées en 1921 par Schneider au Creusot, voie normale;
- N° 451 à 460, type 140, livrées en 1908 par Fives-Lille, voie étroite;
- N° 461 à 472, type 140, livrées en 1924 par Schneider au Creusot, voie étroite;
- N° 473 à 475, type 140, livrées en 1924 par Schneider au Creusot, voie étroite;
- N° 476 à 478, type 140, livrées en 1924 par la SACM à Belfort, voie étroite;
- N° 479 à 485, type 140, livrées en 1925 par la SACM à Belfort, voie étroite;
- N° 486 à 495, type 140, livrées en 1929 par Schneider au Creusot, voie normale;
- N° 501 à 520, type 150, livrées en 1920 par Schneider au Creusot, voie normale;
- N° 541 à 550, type 150, livrées en 1921 par Schneider au Creusot, voie normale[5];
- N° 571 à 585, type 150, livrées en 1928 par la Société Franco-Belge, voie normale;
- N° 586 à 600, type 150, livrées en 1929 par la Société Franco-Belge, voie normale;
- N° 651 à 656, type 150, livrées en 1927 par la Société Franco-Belge, voie étroite;

Locomotives à vapeur
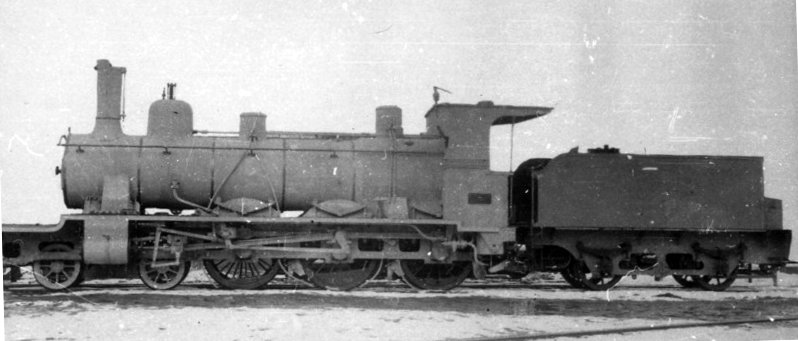
Locomotive type 230, série 371 à 380.
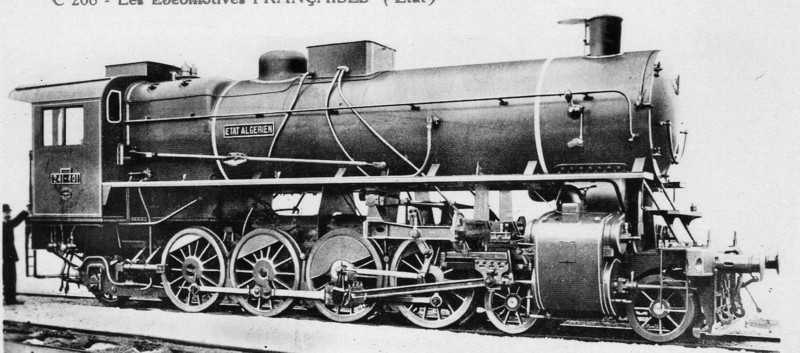
Locomotive type  241 série 401 à 415.
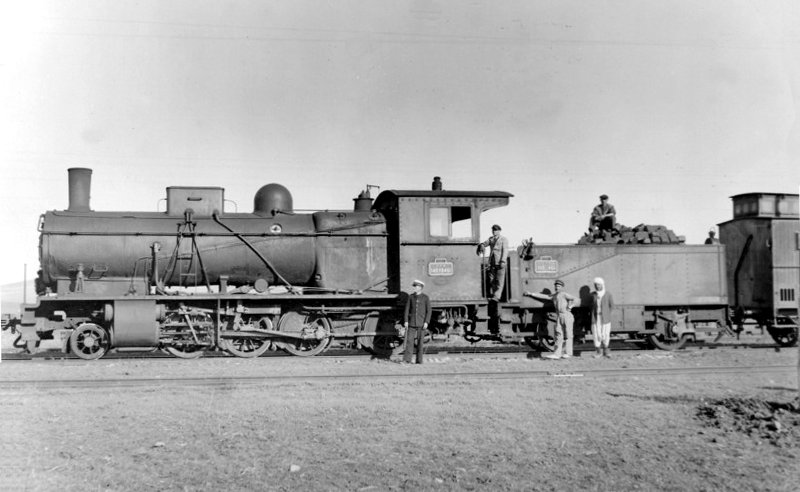
Locomotive type 140, série 451 à 460.
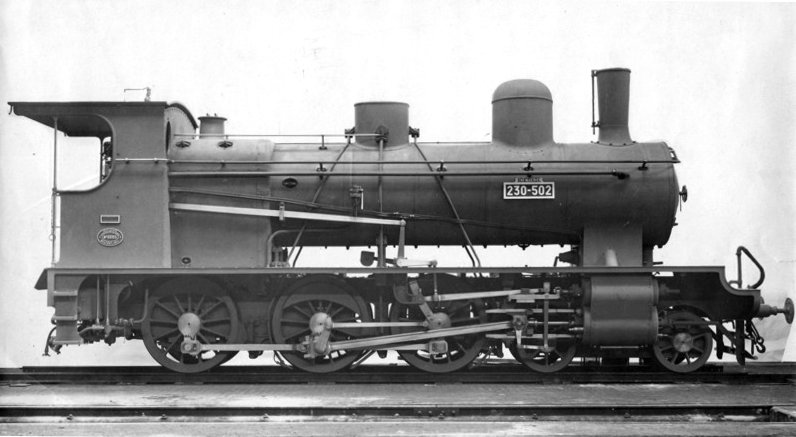
Locomotive type 230, série 501 à 520.
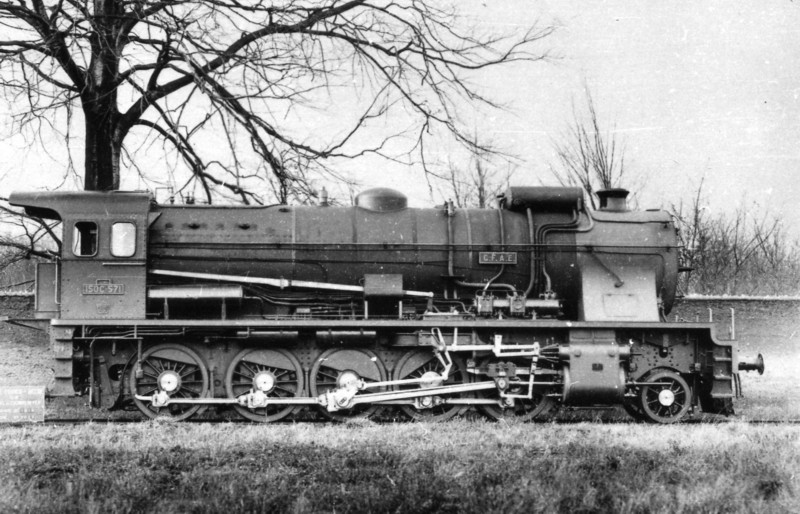
Locomotive type 150, série 571 à 585.

### Locomotives électriques
- 6 AE 1001 à 1030, type Co'Co', livrées en 1932 par Alsthom, voie normale[6],[7]
- 4 AE 1 et 2, type Bo'Bo, livrées en 1947 par Jeumont, voie normale[8]
- 6 BE 1 à 8, type Co'Co', dérivées des CC 7100[9], livrées en 1958 par Alsthom.

Locomotives électriques
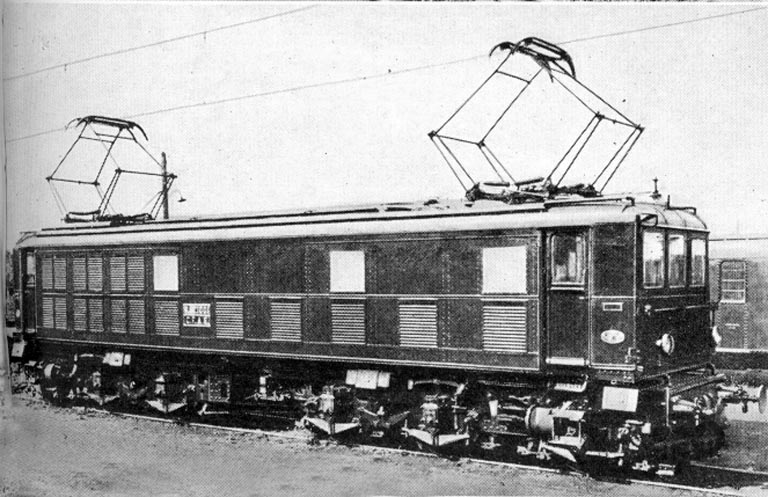
Série 6 AE.
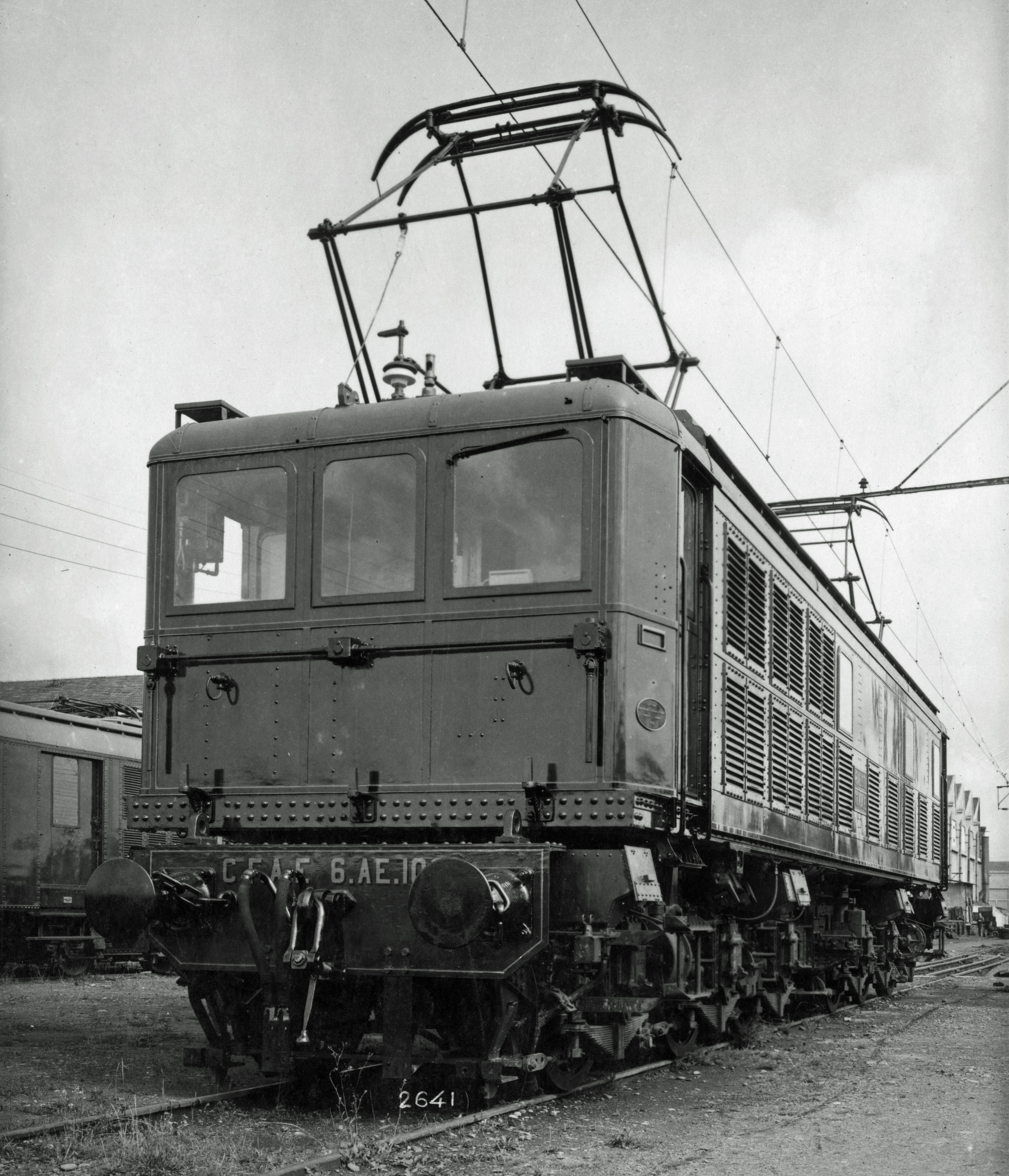
Face avant.
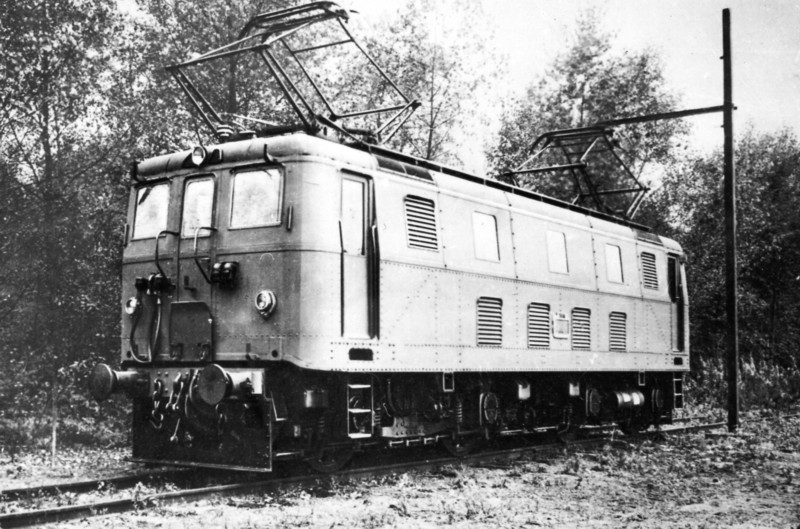
Série 4 AE.